# Waldstadion (Pasching)
Pour les articles homonymes, voir Waldstadion.
Le TGW Arena (Waldstadion) est un stade de football situé à Pasching en Autriche dont le club résident est le LASK. Le stade dispose d'une capacité de 7 152 places.

## Utilisations du stade

### Événements sportifs
Le TGW Arena (Waldstadion) accueille quatre rencontres du Championnat d'Europe de football des moins de 19 ans 2007, dont trois matchs de phase de groupe et une demi-finale.

## Événements
- Championnat d'Europe de football des moins de 19 ans 2007

## Galerie

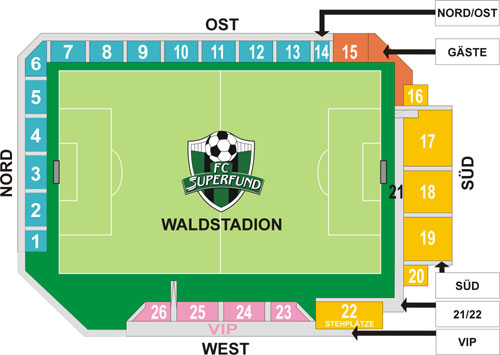
Plan du stade